# Marián Čišovský
Marián Čišovský (n. 2 noiembrie 1979, Humenné, Prešovský kraj, Slovacia – d. 28 iunie 2020) a fost un fotbalist slovac, care a jucat, printre altele, pentru FC Viktoria Plzeň.